# Cantón de Algeciras
El cantón de Algeciras fue un cantón proclamado en la localidad de Algeciras (provincia de Cádiz) el 22 de julio de 1873 durante la Primera República Española. Formó parte de la rebelión cantonal iniciada por el «Cantón Murciano» proclamado en Cartagena diez días antes. No respondió al llamamiento que hizo Fermín Salvochea desde Cádiz para que todos los pueblos de la provincia se sumaran al «Cantón de Cádiz», por lo que no se integró en él. Se mantuvo hasta el 8 de agosto, cuando las tropas del general Pavía, enviadas por el gobierno de Nicolás Salmerón, entraron en la localidad y lo desmantelaron. Junto con el cantón de Tarifa, constituyó uno de los últimos reductos del cantonalismo andaluz.

## Historia
Tras la proclamación el 19 de julio de 1873 del cantón de Cádiz y la posterior adhesión a este de gran número de municipios, el día 22 de julio se forma en Algeciras el Comité de Salud Pública formado por republicanos federalistas que destituye al ayuntamiento. El Comité lo preside Eleuterio Torrelo. La proclamación del cantón independiente de Algeciras, que nunca fue llamado como tal, fue aceptada por el alcalde de la ciudad, Francisco Guerrero, en sesión extraordinaria; al día siguiente se envía un comunicado a Fermín Salvoechea y otros líderes cantonalistas por parte de Eleuterio Torrelo, personaje poco conocido pero probablemente perteneciente al Comité republicano federal. La falta de actas municipales durante los días que estuvo vigente el cantón indica que salvo esta primera acta de renuncia del cuerpo municipal no se celebraron sesiones por parte del Comité de Salud en la ciudad.
Entre las medidas adoptadas por el Comité de Salud Pública tras la disolución del ayuntamiento destacan el desestanco del tabaco y la supresión del impuesto sobre loterías, cédulas vecinales y jubilaciones, así como el cobro de las contribuciones.
Al contrario de otras ciudades del sudoeste de Andalucía Algeciras no muestra su adhesión al cantón de Cádiz sino que mantiene su independencia y se organiza de forma autónoma. En este sentido una partida de ciudadanos marcha en los primeros días tras la proclamación hacia la vecina ciudad de Los Barrios y pretende destruir el puente que separa ambos municipios al conocer que esta ciudad se había unido al cantón gaditano. Unos días después una representación del Comité de Salud Pública parte hacia la vecina ciudad de Ceuta para pedir armas al gobernador militar de la ciudad. Ante la negativa de este se decide en Algeciras bloquear la ciudad norteafricana impidiendo la salida de buques desde el puerto a la ciudad vecina.
El apoyo militar al movimiento revolucionario en Algeciras fue nulo durante el tiempo que duró este al no intervenir el gobernador militar del Campo de Gibraltar, el general Letendre, en ninguno de los bandos. Ni siquiera cuando cae Cádiz el 4 de agosto y los voluntarios de Algeciras pretenden hacerse con las armas toma parte el cuerpo de carabineros de Algeciras en los incidentes. Las tropas de carabineros se acuartelan en el fuerte de San García hasta que el comité de salud es disuelto el día 8 de agosto al saberse en la ciudad que las tropas del General Pavía se encuentran cerca de Algeciras. Tras ello varios miembros del ayuntamiento cantonal se refugiarán en Gibraltar mientras otros serán apresados y más tarde amnistiados. El mismo día 8 de agosto se restituye el ayuntamiento de la ciudad con los mismos concejales que formaban parte de él el 22 de julio.